# Серебряный Берег

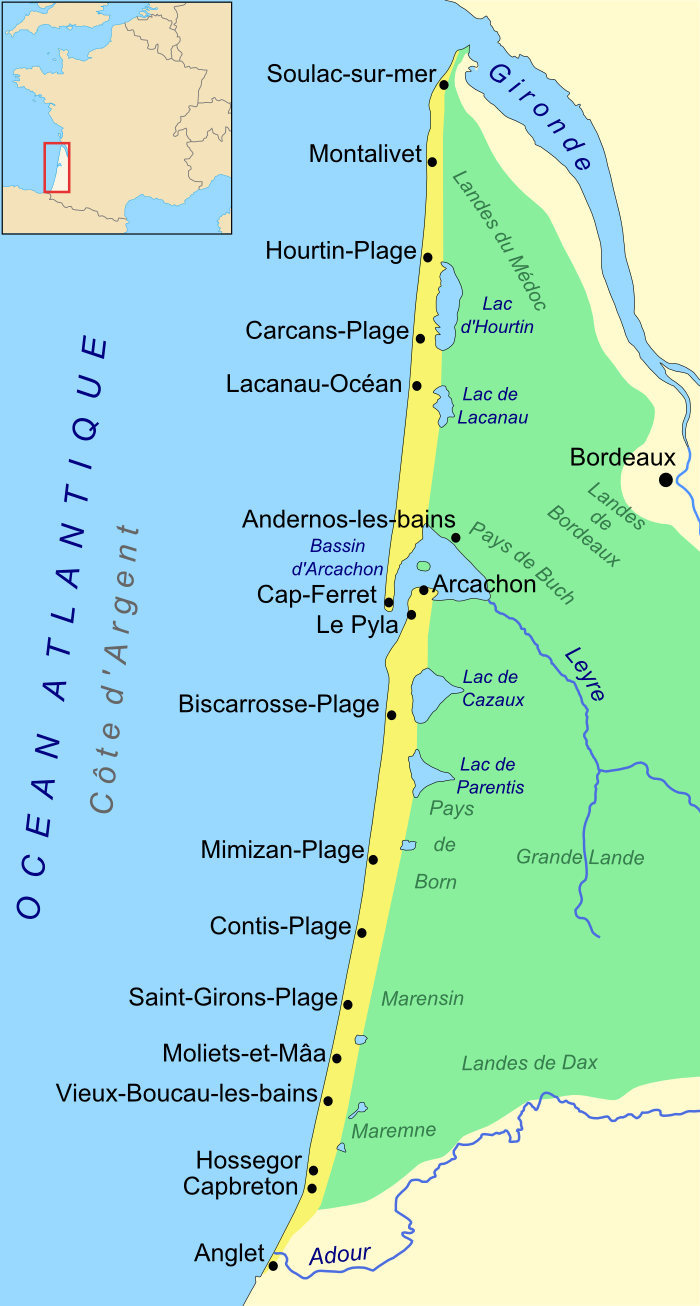

Серебряный Берег или Кот-д’Аржан (от фр. Côte d'Argent) — французское побережье Бискайского залива к югу от эстуария Жиронды до устья реки Адур, после чего переходит в Берег басков. Серебряный Берег простирается вдоль Ланд. У побережья много озёр, а также крупный Аркашонский залив в устье Эры.
Побережье в основном покрыто сосновыми лесами. Пляжи песчаные, с одними из крупнейших дюн в Европе. Берег не защищён от волн Атлантического океана и пользуется популярностью у сёрферов. Территория имеет мягкий субтропический климат, с мягкой зимой и нежарким летом.
Своё название Берег получил в 1905 году благодаря журналисту Морису Мартину.
Административно Серебряный Берег относится к департаментам Жиронда, Ланды и Атлантические Пиренеи. Крупнейшие курорты — Аркашон, Мимизан, Бискаррос и Англет.

## Галерея

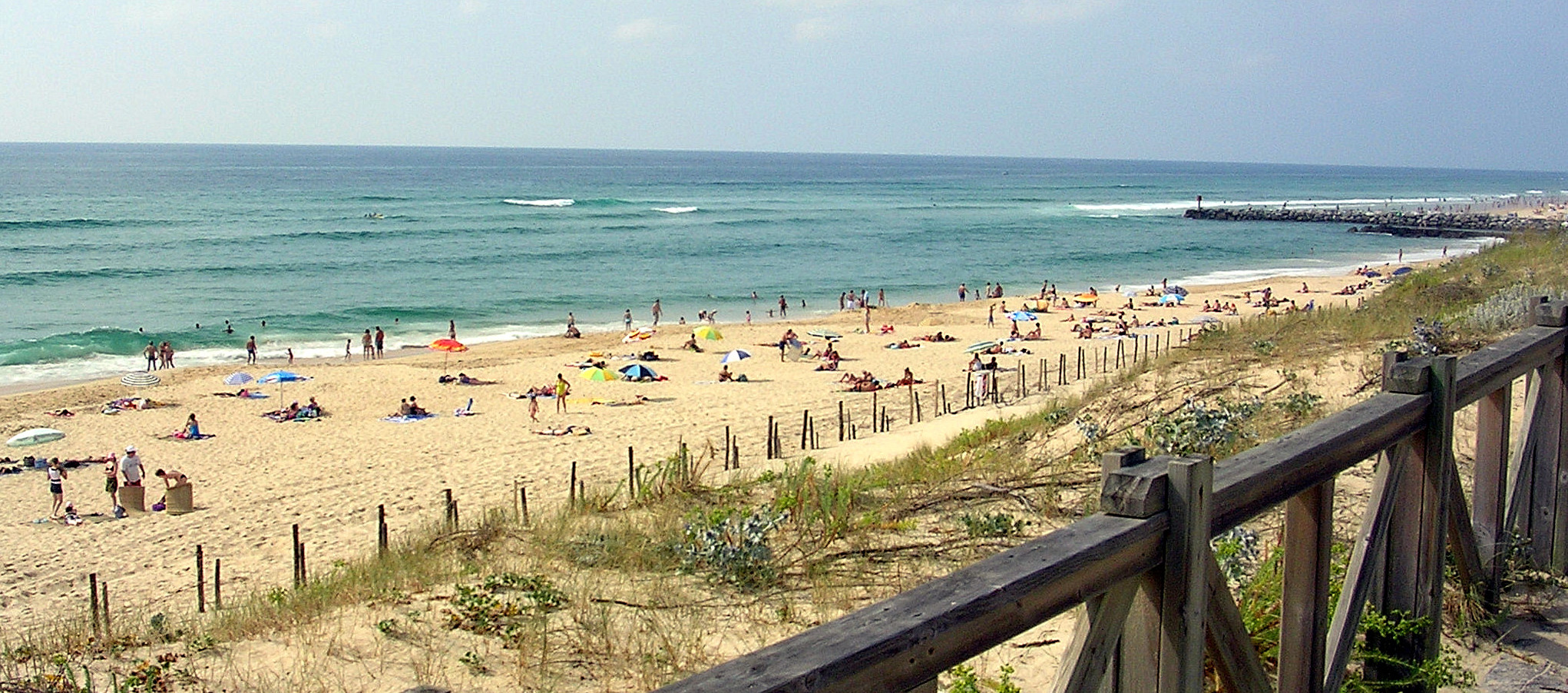
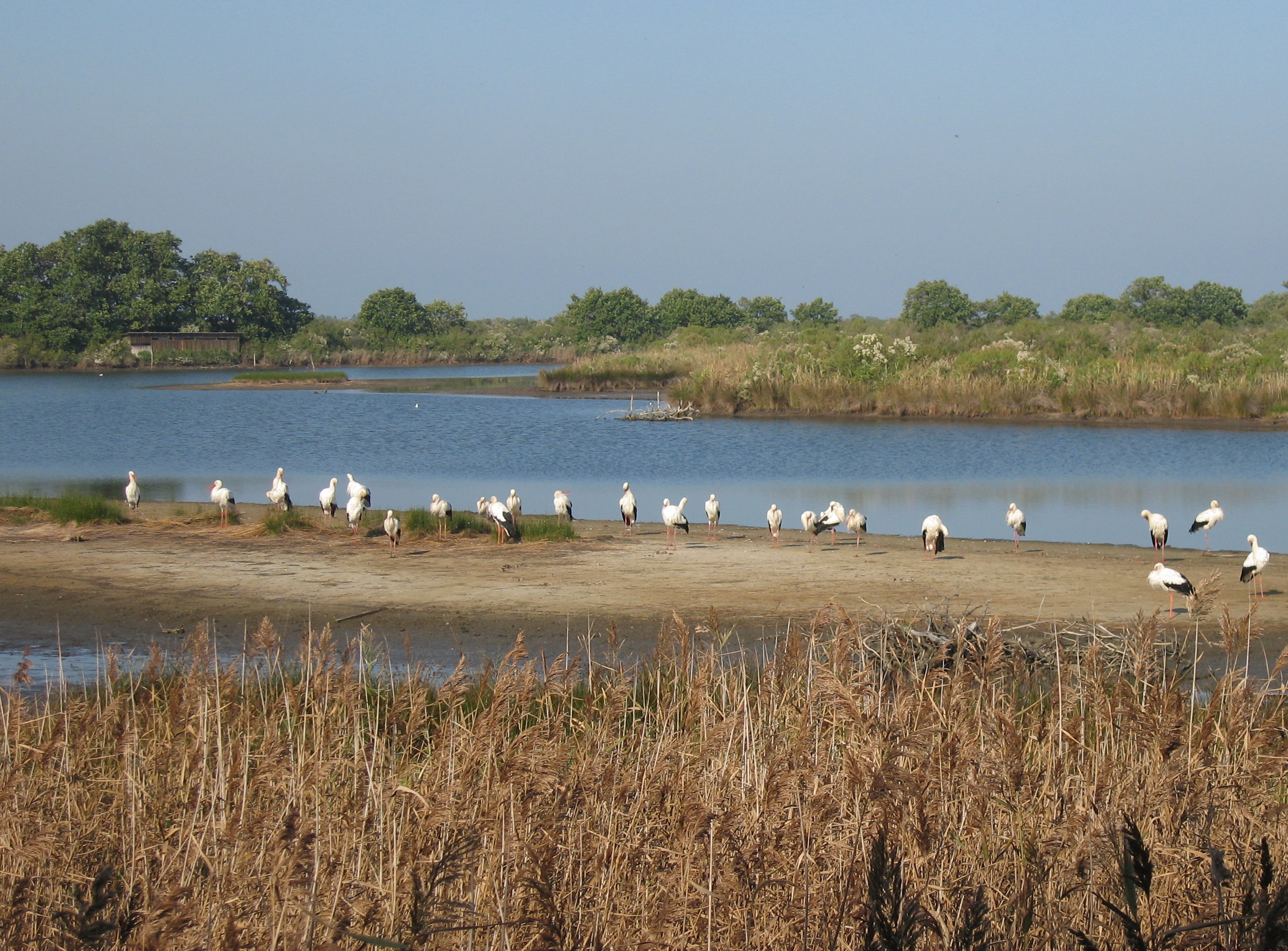
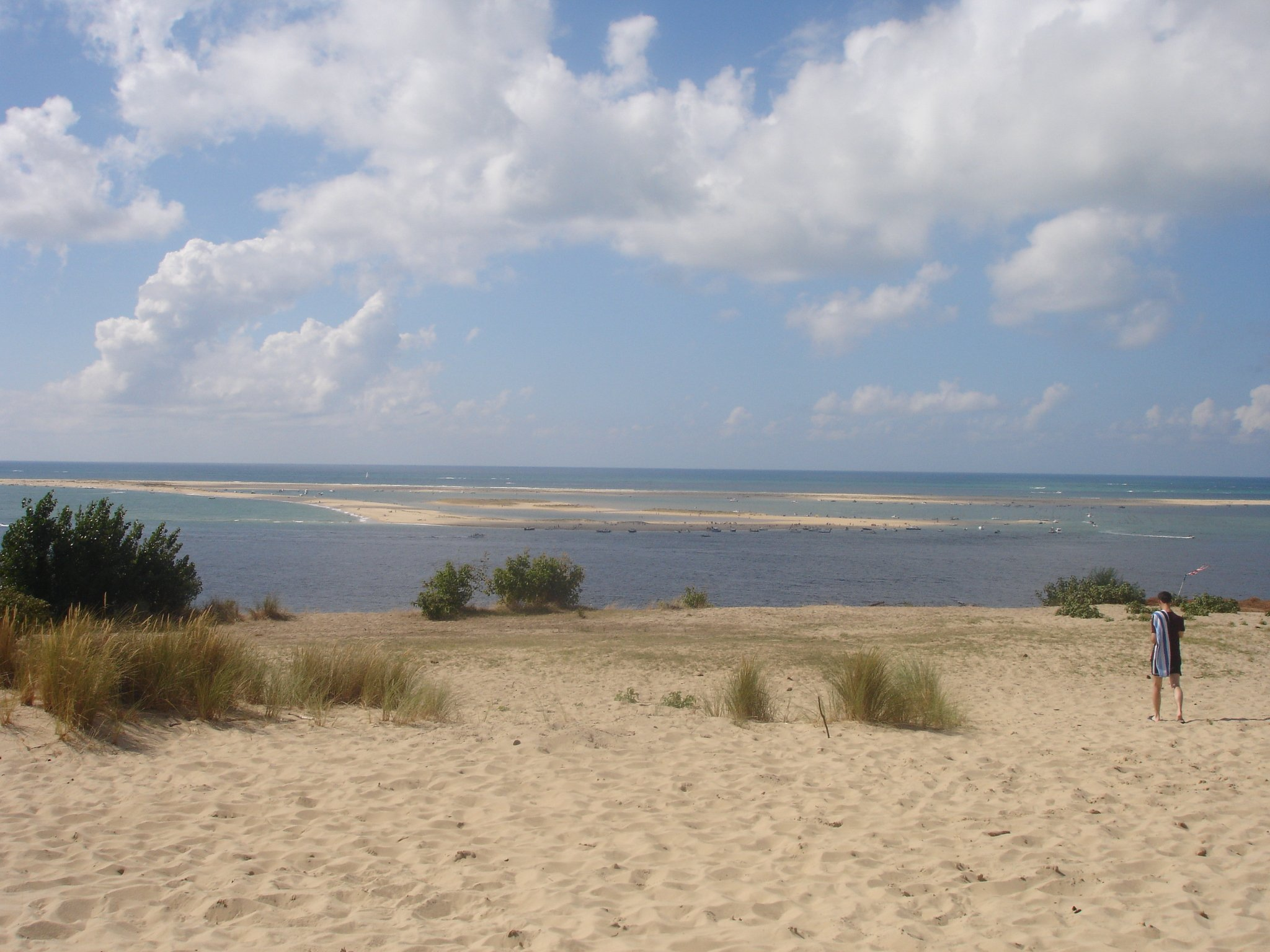
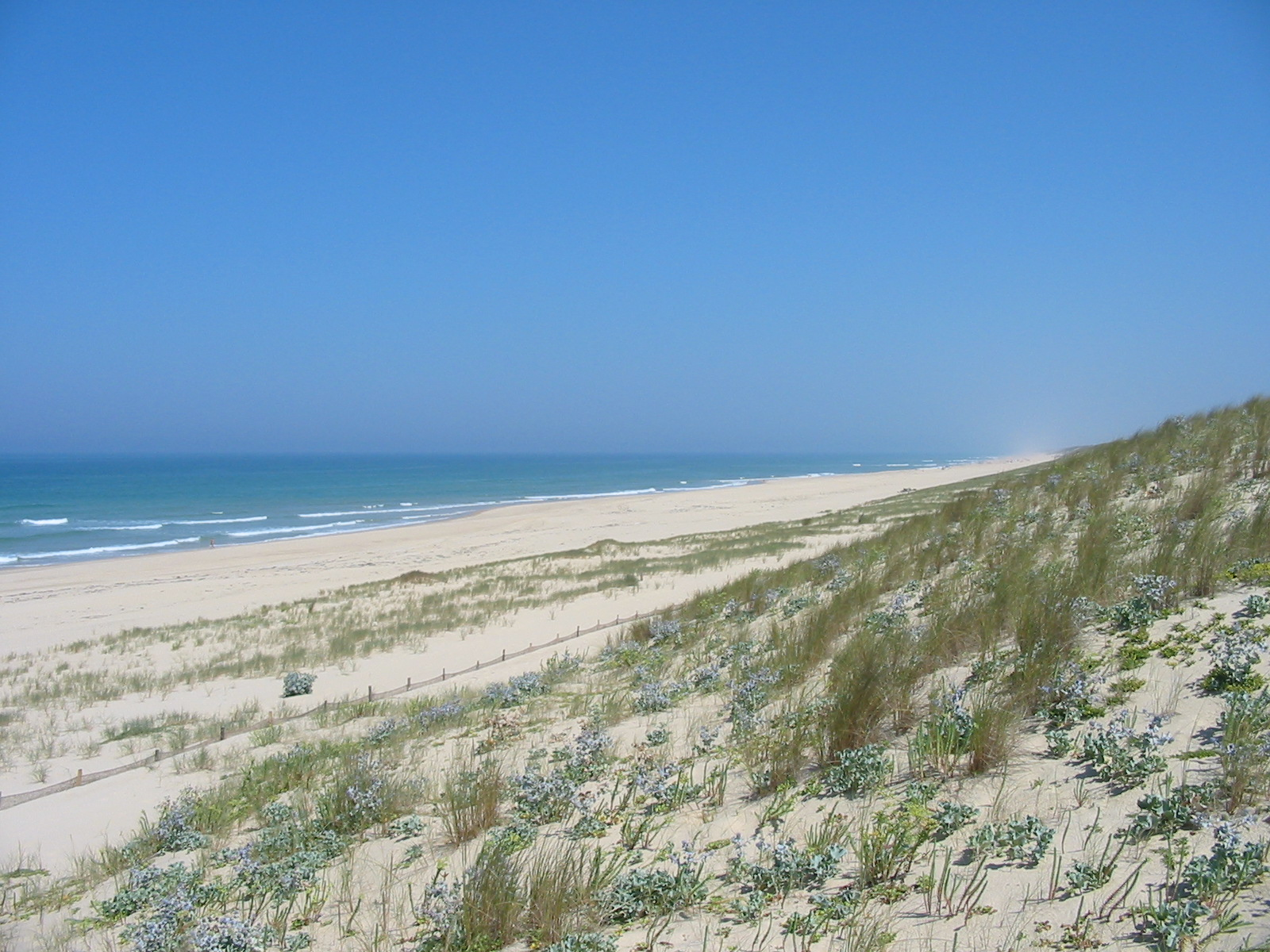